# Бела Лаш-Торреш
Бела Лаш-Торреш (угор. Béla Las-Torres, 20 квітня 1890 — 13 жовтня 1915) — угорський плавець.
Срібний медаліст Олімпійських Ігор 1908 року, учасник 1912 року.